# Paragrafo (segno)
Il simbolo §, così come il simbolo ¶ (piede di mosca), indica ordinariamente il concetto di "paragrafo", ossia di insieme unitario di testo in cui viene svolto tendenzialmente un singolo concetto, composto da uno o più periodi.
Il paragrafo inizia con l'indentatura e termina con il ritorno a capo.
Una buona suddivisione in paragrafi di un testo ne migliora significativamente la comprensibilità e la leggibilità.
Come per "p." (pagina), che ripetuto in "pp." si legge pagine, se il simbolo viene ripetuto (ad esempio §§ 13-21) si legge come "paragrafi".

## Storia
Vengono spesso ipotizzate due possibili origini: molto probabilmente, che si tratta di una legatura formata dalla combinazione di due glifi S (dal latino signum sectiōnis). Alcuni studiosi, tuttavia, sono scettici su questa spiegazione. Altri hanno teorizzato che si tratti di un adattamento del greco antico παράγραφος (paragraphos), un termine generico per una classe di segni di punteggiatura usati da scribi con diverse forme e usi previsti. 
La forma moderna del segno, con il suo significato moderno, è in uso dal XIII secolo. 
In Il Buon soldato Švejk di Jaroslav Hašek, § viene usato ripetutamente per significare "la burocrazia". Nella sua traduzione inglese del 1930, Paul Selver la tradusse come "nastro rosso".

## Uso
Il segno di sezione viene spesso utilizzato quando si fa riferimento a una sezione specifica di un codice legale. Ad esempio, nello stile Bluebook, " Titolo 16 della sezione 580p del codice degli Stati Uniti " diventa "16 USC §  580p".  Il segno di sezione è spesso usato insieme al pilcrow (¶) noto anche come "segno di paragrafo", per fare riferimento a un paragrafo specifico all'interno di una sezione di un documento. Mentre § di solito viene letto in inglese parlato come sezione di parole, molte altre lingue usano la parola "paragrafo" esclusivamente per fare riferimento a una sezione di un documento (specialmente di testo legale) e usano altre parole per descrivere un paragrafo nel senso inglese. Di conseguenza, in quei casi può essere letto come paragrafo e può essere occasionalmente descritto come un "segno di paragrafo", ma questa è una descrizione del suo utilizzo, non un nome formale.  Quando duplicato, come §§, è letto come il plurale "sezioni". Ad esempio, "§§ 13-21" verrebbe letto come "sezioni da 13 a 21", così come pp. (pagine) è il plurale di p., che significa pagina.
Può anche essere utilizzato con le note a piè di pagina quando l'asterisco *, l'obelisco † e il doppio obelisco ‡ sono già stati utilizzati in una determinata pagina. È pratica comune seguire il segno di sezione con uno spazio unificatore in modo che il simbolo venga mantenuto con il numero di sezione che viene citato. 

Ex logo del ministero federale austriaco della giustizia

Il ministero della Giustizia austriaco ha utilizzato il simbolo nel suo logo per un certo periodo.
In Brasile, il segno può essere utilizzato per rappresentare i paragrafi dell'articolo numerati che seguono il paragrafo iniziale (latino: caput).

## Tastiera
Il segno ha il punto di codice Unicode U + 00A7 § e molte piattaforme e lingue hanno metodi per riprodurlo
- MacOS: ⌥ Option+6
- Windows: Alt+0+1+6+7 o Alt+2+1 (dipendente dalla code page)
- iOS: &(pressione prolungata)
- Android: ¶(pressione prolungata) (In alcuni territori, premere a lungo su S)
- Linux:  Composes! oppure Composeso
- TeX:\S
- HTML: &sect;,&#167;
- Codifica URL: %A7(Latin1) o %C2%A7(UTF8)
- Chrome OS (con impostazione tastiera internazionale/estesa) AltGr+⇧Shift+s
- Vim: Ctrl+K seguito da ⇧Shift+S+E

Alcune tastiere includono modalità dedicate per accedere a §:
- Regno Unito (Mac): § (tasto a sinistra di 1)
- Germania: ⇧Shift+3
- Italia: ⇧Shift+ù
- Danimarca: ⇧Shift+½
- Colemak: AltGr+\+s
- Portogallo: AltGr+4
- Svizzera: §(tasto a sinistra di 1)
- Francia: ⇧Shift+!
- Brasile: AltGr+=
- Romania: AltGr+m (Legacy); AltGr+p (Standard/Programmatori)

## Unicode
Il carattere è codificato in Unicode come U + 00A7 § e come HTML entities &sect; &#167; &#xa7;